# Ornithogalum geniculatum
Ornithogalum geniculatum är en sparrisväxtart som beskrevs av Anna Amelia Obermeyer. Ornithogalum geniculatum ingår i släktet stjärnlökar, och familjen sparrisväxter. Inga underarter finns listade i Catalogue of Life.